# Gilja
Gilja är en tätort i Gjesdals kommun i Rogaland fylke i sydvästra Norge. Orten ligger där fylkesväg 450 möter fylkesväg 4414, i den östra delen av kommunen.
Tidigare har orten tillhört Forsands kommun.